# おはよういい朝KBC
おはよういい朝KBCは、KBCラジオで放送していた、早朝の番組である。2011年4月2日放送終了。
パーソナリティは、清水千晴（月曜～金曜日）、小柳有紀（土曜日）。
後継番組は平日は「モーニングミュージック」（5:10～5:30）と「アサイチラジオ」（5:30～6:30）。

## 放送時間

### 終了時の放送時間
- 月曜～金曜：5:10～6:30
- 土曜日：5:00～6:55

### 過去の放送時間
- 月曜～金曜日：5:25～6:30(?～2009年3月)
- 土曜日：5:15～7:00

## コーナー

### 終了時のコーナー

#### 平日
- テイチク・唄うお出かけ情報
- （月）活き活き健康スタイル！
- KBC朝イチ・ショートニュース
- きょうも晴れ晴れ！お便り＆リクエスト
- 朝の健康
- 千晴の鷹番デスク
- ジャパネットたかたラジオショッピング
- JFマリンバンク海の天気予報

#### 土曜日
- 上田利治の朝からどうでっか（バイオ・ナサ提供）
- おはようお便りネット
- 悠々百科（バイオ・ナサ提供）
- だって博多の女やもん（二鶴堂提供）
- 有紀の鷹番デスク
- KBC朝日新聞ニュース

#### 共通
- 活き活き健康スタイル!（月曜・土曜日）
- KBC朝イチ・ショートニュース
- KBC天気予報（5:58頃 月曜～土曜日）（6:55頃 土曜日）

### 過去に放送されたコーナー
いずれも土曜日に放送された。
- 朝イチリクエスト
- とっても健康らんど
  - 現在は「土曜の朝は玲子におまかせ」内で放送。
- おはよう!ニッポン全国消防団（ニッポン放送制作）

## 過去のパーソナリティ

### 2005年4月4日～2008年4月4日
- 岡本憲明（月曜～金曜日）
- 富永由利江（土曜日）

岡本は4月から夜はこれから!ホークス派宣言のパーソナリティになった。

### 2004年4月～2005年4月1日
- 富永由利江（月曜～金曜日）

### 2003年～2005年4月1日
- 江藤晴美（土曜日）

### 2001年3月～2004年4月
- 小松貴子（月曜～金曜日）

### 2000年～2001年3月
- 小林肇アナウンサー（月曜～金曜日）